# Jotun

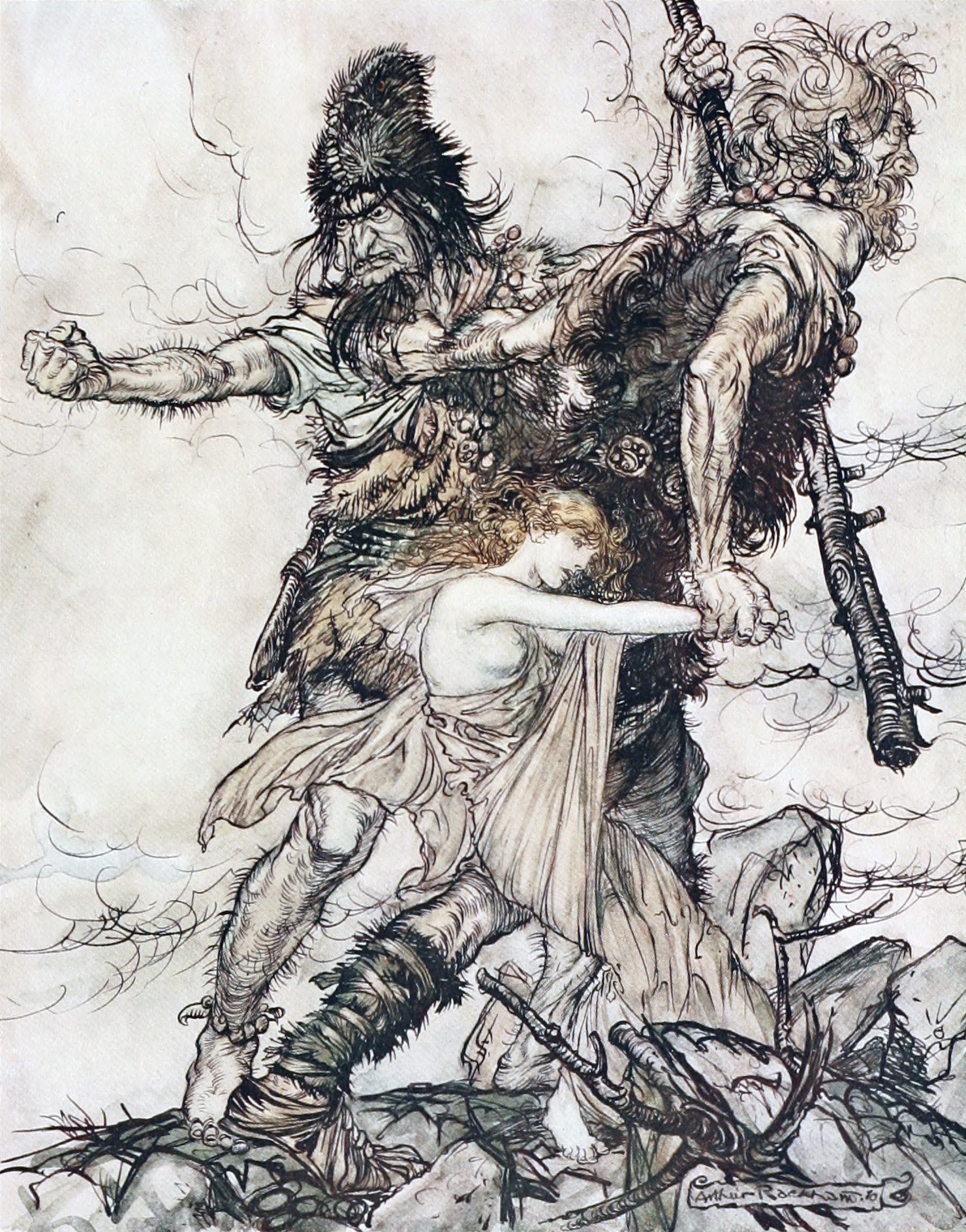
Escena de la ópera El oro del Rin, de Richard Wagner, ilustrada por Arthur Rackham (1910). Los gigantes Fasolt y Fafner raptan a Freia, tras el incumplimiento de Wotan de pagarles por construir el Valhalla.

En las mitologías germana y nórdica, los jotun (en nórdico antiguo jötunn o jǫtunn) eran una raza de seres (a menudo llamados «gigantes») con fuerza sobrehumana, descritos como la oposición a sus primos los dioses (los æsir y los vanir), a pesar de que frecuentemente se mezclaban o incluso se casaban con ellos. También se les compara con otras razas no  humanas como los enanos o los elfos, si bien tales categorizaciones no son siempre mutuamente excluyentes. Los seres que se mencionan dentro de los jotun son también llamados por otros varios nombres, entre ellos risi, þurs (o thurs) y trol en el caso masculino y gýgr o tröllkona en el de las hembras. Los jötnar suelen vivir en las fronteras entre dioses y humanos en tierras como Jötunheim. En particular, su residencia-fortaleza es conocida como Utgard y está situada bajo las raíces de Yggdrasil, en el Jötunheim, uno de los nueve mundos en la cosmología nórdica, separado de Midgard, el mundo de los hombres, por altas montañas y densos bosques. Cuando viven en otro mundo que no sea el suyo, parecen preferir cuevas y lugares oscuros.
Los jötnar son mencionados frecuentemente en todo el registro escrito en nórdico antiguo, y el término derivado eotenas (en inglés antiguo) también aparece en el poema épico Beowulf. El uso de los términos es cambiante, y se evidencia una tendencia general a que estos seres sean descritos de manera cada vez menos impresionante y más negativa a medida que el cristianismo se hizo más influyente. Aunque el término «gigante» se utiliza a veces para glosar la palabra «jötunn» y sus aparentes sinónimos en algunas traducciones y textos académicos, algunos académicos lo consideran problemático, ya que los jötnar no son necesariamente de gran tamaño.
Los términos para referirse a estos seres también tienen cognados en folclores posteriores, como en el yotun del folclor inglés, el jætte en el folclor danés y el jätti en el folclor finlandés, criaturas que pueden compartir algunas características comunes, como las de convertirse en piedra durante el día o vivir en las periferias de la sociedad.

## Etimología
En nórdico antiguo, eran llamados jǫtnar (sing. jǫtunn), risar (sing. risi), en particular bergrisar ('gigantes de las montañas'), o þursar (sing. þurs), en particular hrímþursar ('gigantes de la escarcha o de la helada'). Las gigantas también podían ser llamadas gýgjur (sing. gýgr) o íviðjur (sing. íviðja).
Jötunn (del protogermánico *etunaz) probablemente deriva de la raíz protogermánica *etan, 'comer', y por consiguiente tendría el significado de 'comilón' o 'come-hombres'. Siguiendo esta misma lógica, þurs podría venir de la misma raíz del inglés antiguo þurst, o del alemán 'Durst', ambos significando 'sed' o también 'sed de sangre'. Risi es probablemente un semejante del inglés antiguo rīsan, 'alzar', y también significaría 'persona dominante' (similar al alemán Riese, el neerlandés reus, y el sueco rese, todos significando 'gigante'). En inglés antiguo, los cognados de jötunn son eóten y eten, de donde proviene en inglés moderno ettin y la creación de J. R. R. Tolkien Ent. Ettin es un cognado falso de yeti. El inglés antiguo tiene el cognado þyrs del mismo significado.
Thurs es también el nombre de la runa ᚦ, que luego evolucionó en la letra Þ.

## Gigantes nórdicos

### Orígenes
El primer ser viviente, formado en el caos primitivo conocido como Ginnungagap, fue un gigante de monumental tamaño llamado Ymir. Cuando él durmió, un hijo gigante y una hija gigante crecieron de su axila, y sus dos pies procrearon y dieron a luz a un monstruo de seis cabezas. Supuestamente, estos tres seres dieron nacimiento a la raza de hrímþursar (gigantes de la escarcha o gigantes de hielo), quienes poblaban Niflheim, el mundo de la niebla, frío y hielo. En cambio, los dioses claman su origen de Buri. Cuando el gigante Ymir fue posteriormente asesinado por Odín, Vili y Vé (los nietos de Buri), su sangre (agua) inundó Niflheim y mató a todos los gigantes, excepto al que es conocido como Bergelmir y su esposa, que luego repoblaron su raza.

### Carácter de los gigantes

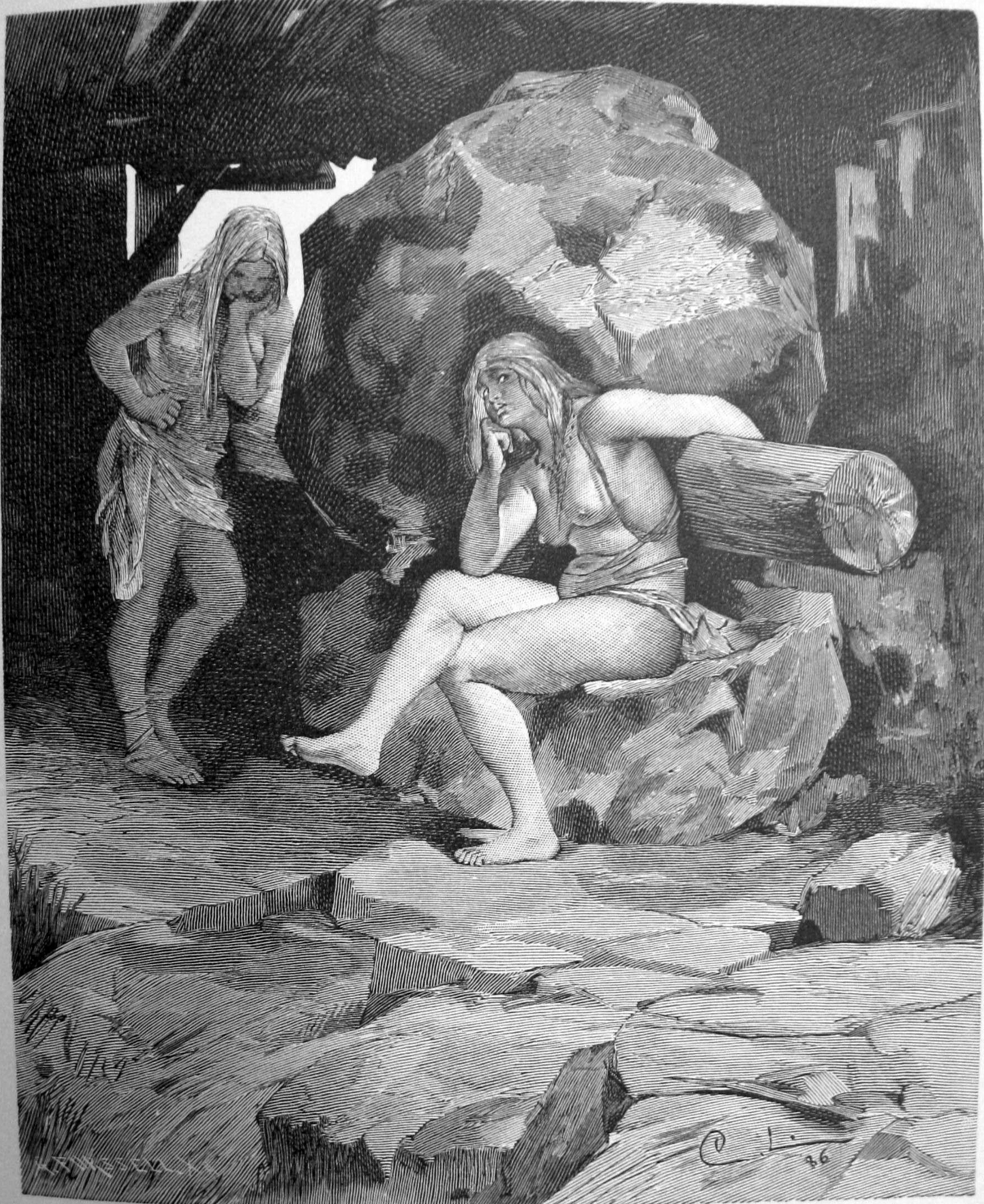
Las gigantes Fenja y Menja de la Grottasöngr

Los gigantes representan las fuerzas del caos primitivo y de la indomable y destructiva naturaleza. Su derrota a manos de los dioses representa el triunfo de la cultura sobre la naturaleza, aunque por el costo de la eterna vigilancia. Heimdall mira perpetuamente el puente Bifröst desde Asgard al Jötunheim, y Thor frecuentemente hace una visita al mundo de los gigantes para asesinar a cuantos pueda de su clase.
Como una colectividad, los gigantes son atribuidos generalmente con una apariencia espantosa, con garras, colmillos y características deformes, aparte de un tamaño horroroso (no obstante, no todos ellos son de gran tamaño, siendo varios de la misma estatura que los Æsir y Vanir). Algunos de ellos pueden incluso tener varias cabezas o una forma totalmente no humanoide; como Jörmundgander y Fenrir, dos de los hijos de Loki, vistos como gigantes. Con mal aspecto viene poca inteligencia; las Edda más de una vez asemejan su temperamento al de un niño.
Aun cuando son nombrados y descritos más detalladamente, a menudo se les da características opuestas. Increíblemente viejos, llevan la sabiduría de otros tiempos. Son los gigantes Mimer y Vafþrúðnir que Odín busca para obtener el conocimiento pro-cósmico. Muchas de las esposas de los dioses son gigantes. Njörðr está casado con Skaði, Gerðr es consorte de Frey, Odín gana el amor de Gunnlod, e incluso Thor, el gran asesino de su raza, ama a Járnsaxa, madre de Magni. Como tales aparecen como dioses menores, que se puede decir del gigante del mar Ægir, mucho más conectado con los dioses que con los del Jotunheim. Ninguno de estos teme a la luz, y en comodidad, sus casas no difieren mucho de aquellas de los dioses.

### Ragnarök y los gigantes de fuego
Una clase de los gigantes eran los gigantes de fuego (o muspeli), que residían en Muspelheim, el mundo del calor y el fuego, gobernados por Surt ("el negro") y su reina Sinmore. Fornjót, la encarnación del fuego, era otro de su clase. El rol principal de los gigantes de fuego en la mitología nórdica es causar la destrucción final del mundo incendiando el árbol del mundo Yggdrasil al final del Ragnarök, cuando los gigantes del Jötunheim y las fuerzas del Niflheim lanzarán un ataque a los dioses, y matarán a casi todos exceptuando unos pocos.

## Gigantes en el folclore escandinavo
En tiempos tardíos, los gigantes eran comúnmente conocidos como trolls en Escandinavia. No pueden soportar el sonido de las campanas de las iglesias, y por lo tanto deben vivir alejados de la civilización, en las montañas y en los bosques más remotos. Cuando a veces viajan a la civilización, su principal objetivo parece ser acallar este clamor arrojando grandes piedras a las iglesias.
Los gigantes son sin embargo vistos como una raza del pasado, cuyos restos todavía pueden ser vistos en el paisaje. Saxo Grammaticus atribuyó el erigimiento de dólmenes a los gigantes, y una gran roca que yace al parecer al azar en el campo (de hecho un vestigio de la Glaciación) era llamada un «lanzamiento de los gigantes». Este concepto sobrevivió en el folclore hasta una fecha tardía, manifestado por una historia del folclore sueco, de acuerdo a la cual un gigante en tiempos de antaño arrancó dos pedazos de tierra, formando los lagos Vänern y Vättern, y los arrojó en el mar Báltico, convirtiéndose en la isla de Gotland y en la de Öland, respectivamente.